# Aubignan
Aubignan est une commune française située dans le département du Vaucluse, en région Provence-Alpes-Côte d’Azur.

## Géographie
Ce village de Vaucluse, au nord de Carpentras, fait partie du Comtat Venaissin.

### Accès
Partant de Carpentras, la route départementale 7 arrive au sud de la commune qu’elle traverse pour ensuite se diriger, par le nord, vers Beaumes-de-Venise et Vacqueyras.
L'autoroute la plus proche est l'autoroute A7 et la gare TGV la plus proche est la gare d'Avignon TGV.

### Relief et géologie
Le village est construit sur une petite colline. La commune a son territoire partagé entre la plaine alluvionnaire du Comtat, au sud, en direction de Carpentras, et le piémont détritique des Dentelles de Montmirail, au nord. C’est ce dernier terroir qui est particulièrement favorable à la vigne.

### Hydrographie

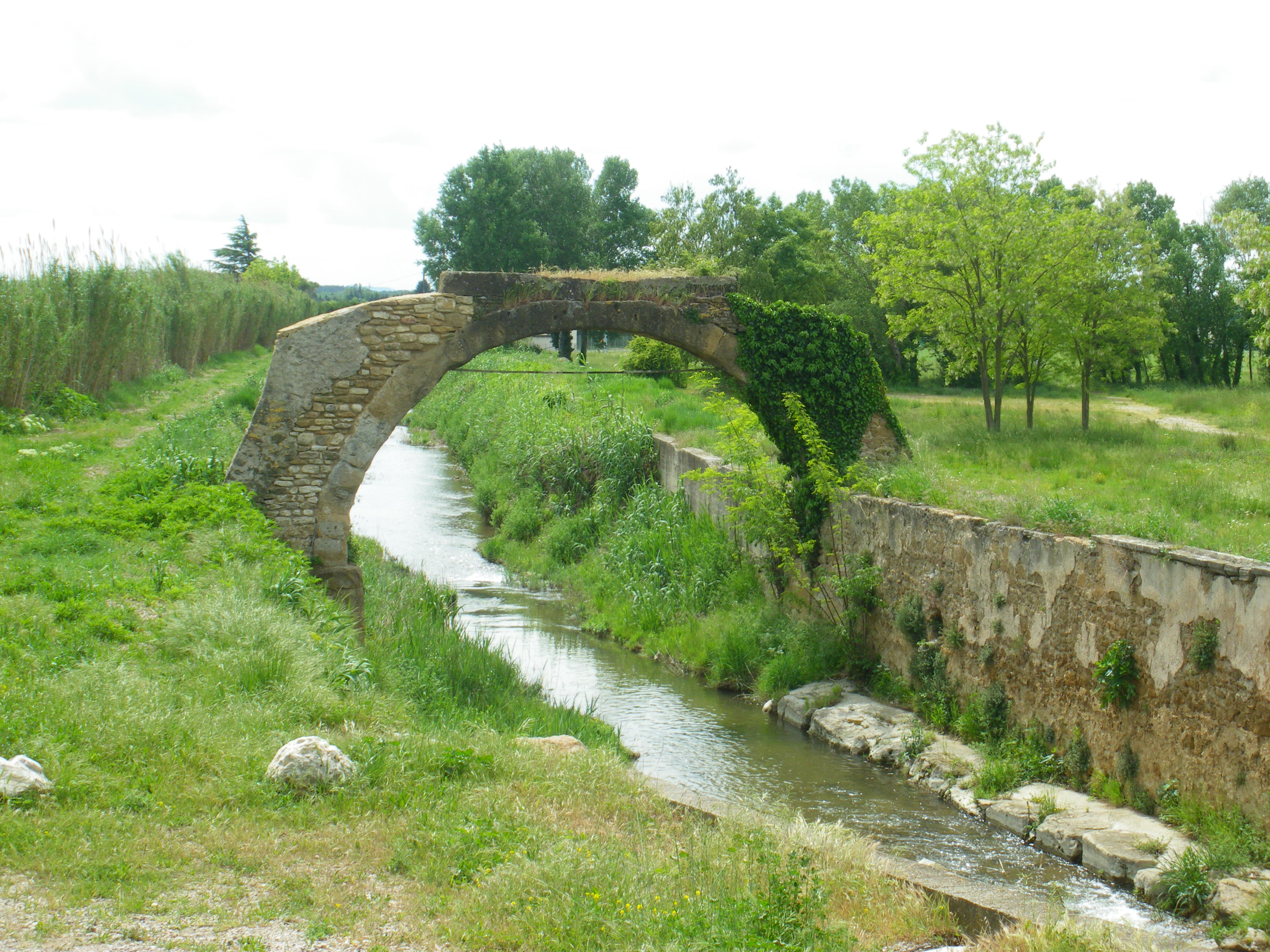
Le Brégoux, à l'entrée d'Aubignan, route de Carpentras.

On peut trouver des fontaines et des lavoirs à Aubignan, apportant de l’eau dans la partie basse du village. De plus, le ruisseau du Brégoux coule du côté est de la ville pour se diriger vers le sud-ouest. Ce ruisseau a subi les effets de la crue pendant les inondations de 1992 de Vaison-la-Romaine, apportant de 0,5 à 1,5 mètre d’eau dans la ville.

### Sismicité
Les cantons de Bonnieux, Apt, Cadenet, Cavaillon et Pertuis sont classés en zone Ib (risque faible). Tous les autres cantons du département de Vaucluse sont classés en zone Ia (risque très faible). Ce zonage correspond à une sismicité ne se traduisant qu’exceptionnellement par la destruction de bâtiments.

### Communes limitrophes

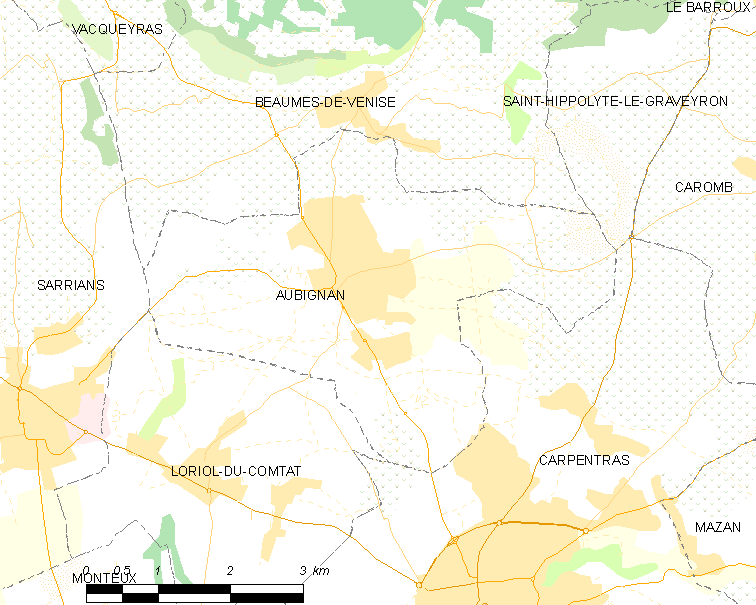
Carte de la commune.

### Climat
Pour des articles plus généraux, voir Climat de Provence-Alpes-Côte d'Azur et Climat de Vaucluse.
En 2010, le climat de la commune est de type climat méditerranéen franc, selon une étude du Centre national de la recherche scientifique s'appuyant sur une série de données couvrant la période 1971-2000. En 2020, Météo-France publie une typologie des climats de la France métropolitaine dans laquelle la commune est exposée à un climat méditerranéen et est dans la région climatique Provence, Languedoc-Roussillon, caractérisée par une pluviométrie faible en été, un très bon ensoleillement (2 600 h/an), un été chaud (21,5 °C), un air très sec en été, sec en toutes saisons, des vents forts (fréquence de 40 à 50 % de vents > 5 m/s) et peu de brouillards.
Pour la période 1971-2000, la température annuelle moyenne est de 14,2 °C, avec une amplitude thermique annuelle de 17,6 °C. Le cumul annuel moyen de précipitations est de 718 mm, avec 5,8 jours de précipitations en janvier et 2,9 jours en juillet. Pour la période 1991-2020, la température moyenne annuelle observée sur la station météorologique de Météo-France la plus proche, « Carpentras », sur la commune de Carpentras à 5 km à vol d'oiseau, est de 14,7 °C et le cumul annuel moyen de précipitations est de 665,5 mm. 
La température maximale relevée sur cette station est de 44,3 °C, atteinte le 28 juin 2019 ; la température minimale est de −15,4 °C, atteinte le 7 janvier 1985,,.
| Mois                                  | jan.             | fév.           | mars             | avril         | mai            | juin           | jui.            | août           | sep.           | oct.            | nov.            | déc.            | année      |
| ------------------------------------- | ---------------- | -------------- | ---------------- | ------------- | -------------- | -------------- | --------------- | -------------- | -------------- | --------------- | --------------- | --------------- | ---------- |
| Température minimale moyenne (°C)     | 1                | 1,1            | 4                | 6,9           | 10,8           | 14,4           | 16,5            | 16,1           | 12,7           | 9,5             | 4,9             | 1,8             | 8,3        |
| Température moyenne (°C)              | 6,1              | 6,9            | 10,5             | 13,6          | 17,7           | 21,7           | 24,4            | 24             | 19,5           | 15,3            | 9,9             | 6,5             | 14,7       |
| Température maximale moyenne (°C)     | 11,1             | 12,8           | 17,1             | 20,4          | 24,6           | 29,1           | 32,3            | 31,9           | 26,4           | 21,1            | 15              | 11,3            | 21,1       |
| Record de froid (°C) date du record   | −15,4 07.01.1985 | −12,8 12.02.12 | −11,8 07.03.1971 | −2,9 08.04.21 | 0,1 04.05.1967 | 4,4 01.06.1965 | 7,6 17.07.00    | 6,7 26.08.1966 | 2,2 27.09.1972 | −3,1 30.10.1997 | −9 23.11.1998   | −12 16.12.01    | −15,4 1985 |
| Record de chaleur (°C) date du record | 21 10.01.15      | 23,1 24.02.20  | 28,1 21.03.1990  | 30,8 29.04.05 | 35,4 24.05.09  | 44,3 28.06.19  | 41,6 26.07.1983 | 42,2 22.08.23  | 36 04.09.16    | 31,2 08.10.23   | 24,9 03.11.1970 | 21,5 15.12.1989 | 44,3 2019  |
| Ensoleillement (h)                    | 151,4            | 173,1          | 229,6            | 243,9         | 285,1          | 328            | 363             | 326,7          | 257,2          | 190,6           | 148,6           | 138,1           | 2 835,3    |
| Précipitations (mm)                   | 46,3             | 34,2           | 41,3             | 61,1          | 55,6           | 41,7           | 25,7            | 40,6           | 98,7           | 87,6            | 90,8            | 41,9            | 665,5      |

| Diagramme climatique                                  |             |           |             |              |              |              |              |              |             |           |             |
| J                                                     | F           | M         | A           | M            | J            | J            | A            | S            | O           | N         | D           |
| 11,1146,3                                             | 12,81,134,2 | 17,1441,3 | 20,46,961,1 | 24,610,855,6 | 29,114,441,7 | 32,316,525,7 | 31,916,140,6 | 26,412,798,7 | 21,19,587,6 | 154,990,8 | 11,31,841,9 |
| Moyennes : • Temp. maxi et mini °C • Précipitation mm |             |           |             |              |              |              |              |              |             |           |             |

Les paramètres climatiques de la commune ont été estimés pour le milieu du siècle (2041-2070) selon différents scénarios d'émission de gaz à effet de serre à partir des nouvelles projections climatiques de référence DRIAS-2020. Ils sont consultables sur un site dédié publié par Météo-France en novembre 2022.

## Toponymie
Les formes anciennes sont attestées du Xe siècle au XIVe siècle. On trouve Albegnano (951), Albagnano (1135), Albanhano (1206) et Albanhanum (1319). La forme occitane étant Aubinhan. Les toponymistes proposent donc, le nom d’un homme gallo-romain Albanius avec le suffixe -anum.

## Histoire

### Préhistoire et Antiquité
Des monnaies, des médailles, des tegulae (tuiles) et des vestiges de constructions gallo-romains ont été découverts sur le versant occidental de la colline, à l’opposé du village actuel. Les fouilles ayant été faites dans les conditions du XIXe siècle, on ne peut que supposer qu’existait ici une villa dont le propriétaire appartenait à la gens Albanius.

### Moyen Âge
La première église fut consacrée en 1095 par Guillaume 1er, évêque d’Orange qui la dédia à saint Victor.
Domaine des comtes de Toulouse, marquis de Provence, ce fief fut en coseigneurie dont une partie du paréage était détenue par les princes d’Orange de la maison des Baux. Au XIIe siècle, l’église rurale de Saint-Pierre et le prieuré Saint-Sauveur, et leurs revenus appartenaient à l’abbaye Saint-André de Villeneuve-lès-Avignon.
Ce fief des comtes de Toulouse fut cédé au pape en 1274, pour intégrer le Comtat Venaissin. Les premiers remparts furent édifiés en 1359. Ils conservent dans leurs murailles des sarcophages antiques utilisés en réemploi. De cette enceinte reste quasiment intacte la porte de France, dite aussi tour de l’Horloge.

### Renaissance
La ville fut prise par les protestants de Lesdiguières en 1588. Lors de la reddition, un des capitaines protestants fut tué par balles. Le village ne dut d’être sauvé qu’à la compréhension du futur connétable qui se laissa convaincre que le coup était parti par hasard. Puis ce fut en 1602 que se constitua la première confrérie vigneronne.
Ce furent les Pazzi d’Avignon, qui firent édifier un pont-levis en 1645. Ce fief, étant revenu à Claude Panisse, seigneur de Loriol, il fut élevé en marquisat par Clément IX, en 1667.

### Période moderne
La seigneurie revint ensuite à la famille de Seguins-Pazzis d'Aubignan, au XVIIIe siècle. Cette famille est à l’initiative de la construction de la Halle aux blés (1728), de la construction de l’Hôtel-Dieu (1745). Elle a fait remettre en place et restaurer le pont-levis de la porte de France en 1745.
Le 12 août 1793 fut créé le département de Vaucluse, constitué des districts d’Avignon et de Carpentras, mais aussi de ceux d’Apt et d’Orange, qui appartenaient aux Bouches-du-Rhône, ainsi que du canton de Sault, qui appartenait aux Basses-Alpes.

### Période contemporaine
Le 22 septembre 1992, le Brégoux en crue a submergé le camping qui lui était riverain et toute la partie basse du village. Il fut l’un de ceux qui paya le plus lourd tribut lors de cette inondation historique[réf. nécessaire].

## Politique et administration

### Liste des maires

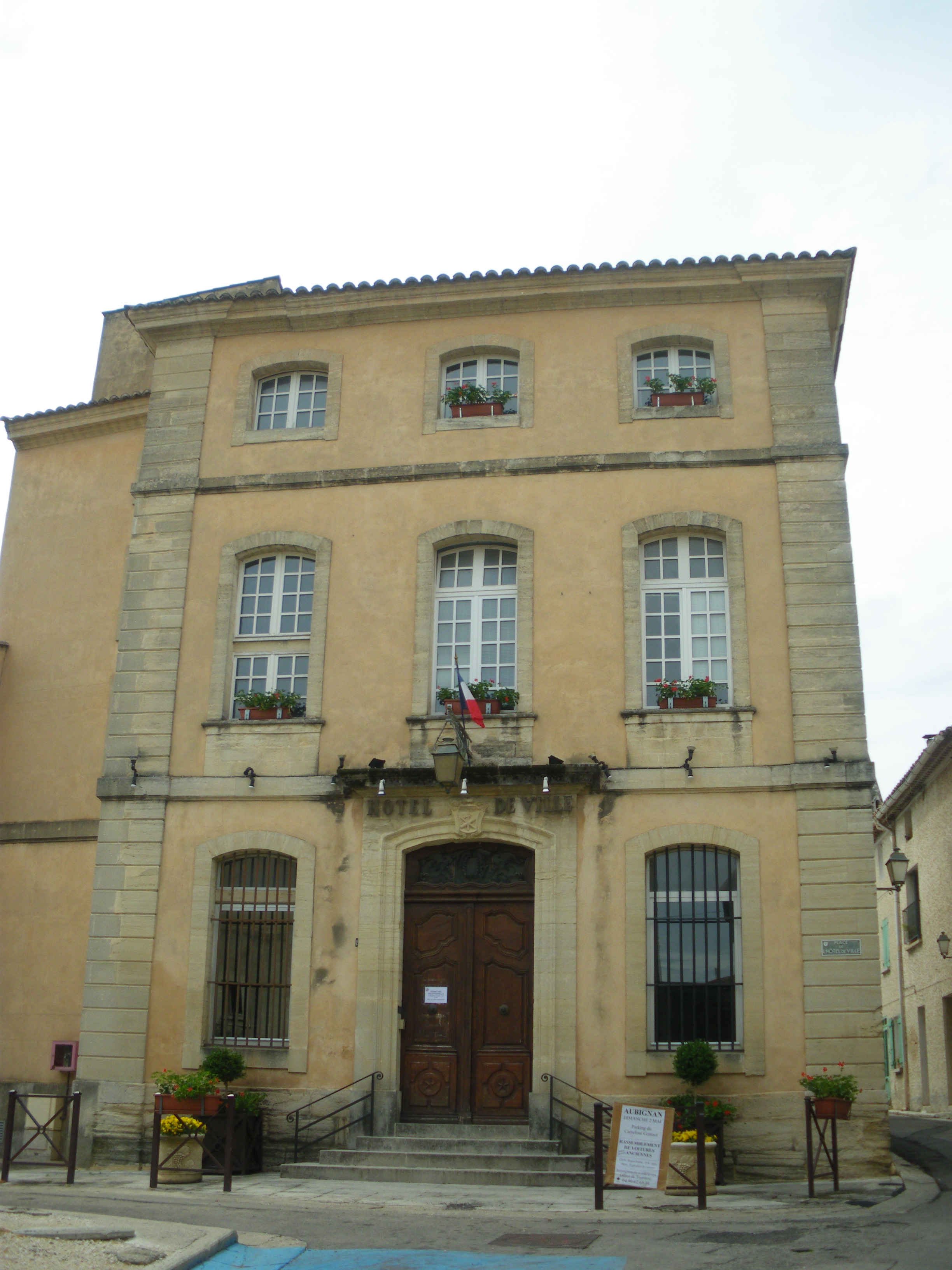
Hôtel de ville d'Aubignan.

| Période        | Période        | Identité         | Étiquette | Qualité |
| -------------- | -------------- | ---------------- | --------- | --- |
| 1905           | 1944           | Louis Guichard   | Rad.      | Viticulteur, propriétaire Député de Vaucluse (1910 → 1942) Conseiller général du canton de Carpentras-Nord (1907 → 1919) |
| 29 août 1944   | mai 1945       | Émile Arnoux     | PCF       | |
| mai 1945       | mars 1971      | Léon Chauvin     | Rad.      | |
| mars 1971      | mars 1983      | Joseph Tholon    | PS        | Médecin |
| mars 1983      | 4 juillet 2020 | Guy Rey          | DVG       | Retraité agricole Président de la CA Ventoux-Comtat Venaissin (2018 → 2020) Chevalier de l'Ordre national du Mérite      |
| 4 juillet 2020 | En cours       | Siegfried Bielle | DVG       | Avocat en droit public 10e vice-président de la CA Ventoux-Comtat Venaissin (2020 → )                                    |

## Urbanisme

### Typologie
Au 1er janvier 2024, Aubignan est catégorisée petite ville, selon la nouvelle grille communale de densité à sept niveaux définie par l'Insee en 2022.
Elle appartient à l'unité urbaine d'Avignon, une agglomération inter-régionale regroupant 59  communes, dont elle est une commune de la banlieue,,. Par ailleurs la commune fait partie de l'aire d'attraction de Carpentras, dont elle est une commune de la couronne,. Cette aire, qui regroupe 21 communes, est catégorisée dans les aires de 50 000 à moins de 200 000 habitants,.

### Occupation des sols
L'occupation des sols de la commune, telle qu'elle ressort de la base de données européenne d’occupation biophysique des sols Corine Land Cover (CLC), est marquée par l'importance des territoires agricoles (82,4 % en 2018), en diminution par rapport à 1990 (89,5 %). La répartition détaillée en 2018 est la suivante : 
zones agricoles hétérogènes (44,2 %), cultures permanentes (28,7 %), zones urbanisées (17,6 %), terres arables (9,5 %). L'évolution de l’occupation des sols de la commune et de ses infrastructures peut être observée sur les différentes représentations cartographiques du territoire : la carte de Cassini (XVIIIe siècle), la carte d'état-major (1820-1866) et les cartes ou photos aériennes de l'IGN pour la période actuelle (1950 à aujourd'hui).

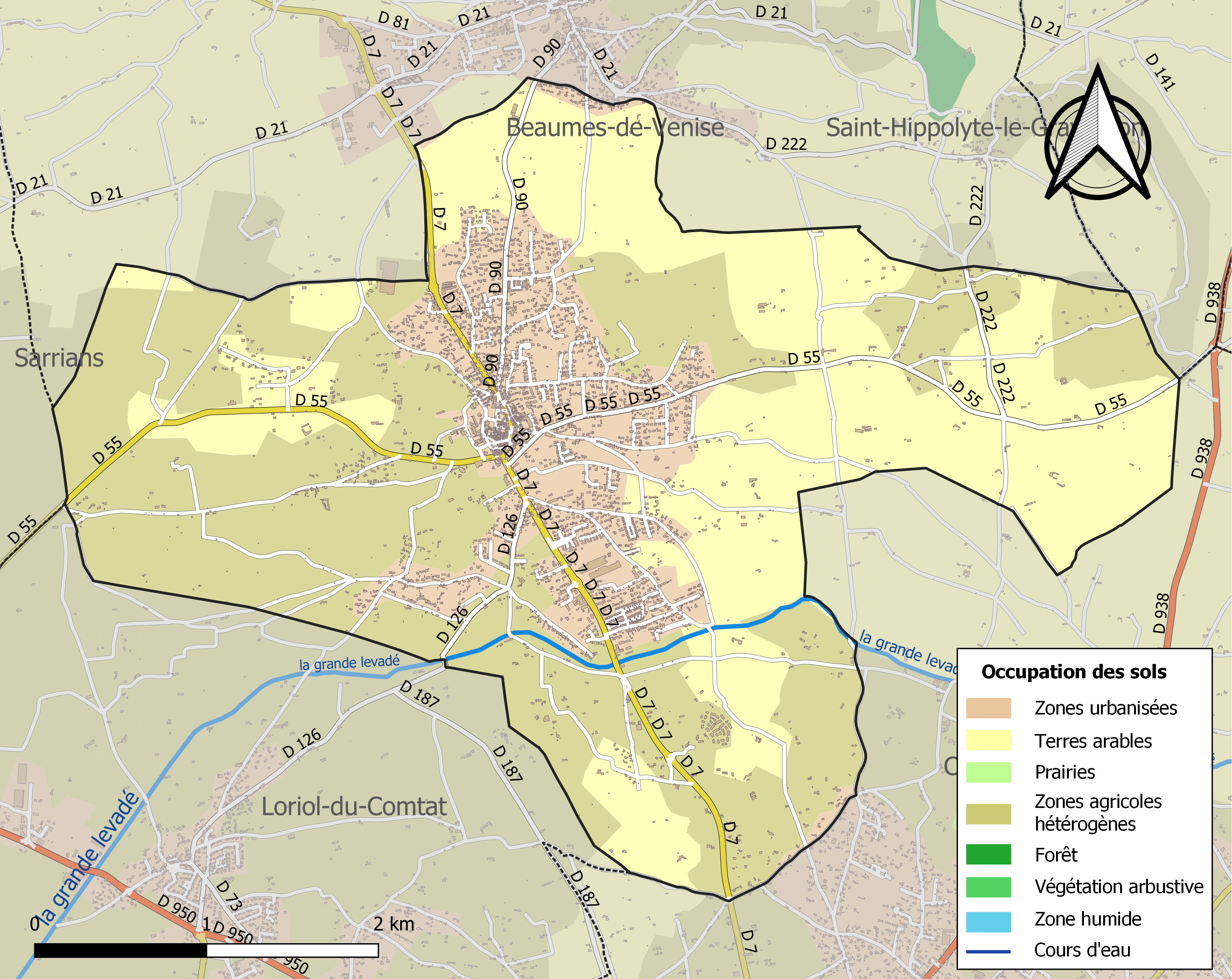
Carte des infrastructures et de l'occupation des sols de la commune en 2018 (CLC).

### Jumelages
| Aubignan Barrow and Littleton Cheseaux-sur-Lausanne |

Deux villes sont jumelées avec Aubignan :
- Barrow-and-Littleton (Royaume-Uni) depuis 1986 ;
- Cheseaux-sur-Lausanne (Suisse) depuis 1985.

## Démographie
Les habitants sont appelés les Aubignanais.
L'évolution du nombre d'habitants est connue à travers les recensements de la population effectués dans la commune depuis 1793. Pour les communes de moins de 10 000 habitants, une enquête de recensement portant sur toute la population est réalisée tous les cinq ans, les populations de référence des années intermédiaires étant quant à elles estimées par interpolation ou extrapolation. Pour la commune, le premier recensement exhaustif entrant dans le cadre du nouveau dispositif a été réalisé en 2004.

En 2022, la commune comptait 5 962 habitants, en évolution de +6,43 % par rapport à 2016 (Vaucluse : +1,73 %, France hors Mayotte : +2,11 %).
| 1793  | 1800  | 1806  | 1821  | 1831  | 1836  | 1841  | 1846  | 1851  |
| ----- | ----- | ----- | ----- | ----- | ----- | ----- | ----- | ----- |
| 1 289 | 1 297 | 1 492 | 1 561 | 1 717 | 1 750 | 1 675 | 1 829 | 1 863 |

| 1856  | 1861  | 1866  | 1872  | 1876  | 1881  | 1886  | 1891  | 1896  |
| ----- | ----- | ----- | ----- | ----- | ----- | ----- | ----- | ----- |
| 1 898 | 1 897 | 1 862 | 1 791 | 1 582 | 1 529 | 1 506 | 1 511 | 1 543 |

| 1901  | 1906  | 1911  | 1921  | 1926  | 1931  | 1936  | 1946  | 1954  |
| ----- | ----- | ----- | ----- | ----- | ----- | ----- | ----- | ----- |
| 1 591 | 1 563 | 1 568 | 1 510 | 1 507 | 1 516 | 1 514 | 1 465 | 1 538 |

| 1962  | 1968  | 1975  | 1982  | 1990  | 1999  | 2004  | 2006  | 2009  |
| ----- | ----- | ----- | ----- | ----- | ----- | ----- | ----- | ----- |
| 1 635 | 1 819 | 2 126 | 2 230 | 3 347 | 3 837 | 4 245 | 4 498 | 4 861 |

| 2014  | 2019  | 2022  | - | - | - | - | - | - |
| ----- | ----- | ----- | - | - | - | - | - | - |
| 5 404 | 5 778 | 5 962 | - | - | - | - | - | - |

## Économie

### Commerces de proximité
Un marché se tient dans le village chaque samedi. De nombreux commerces de proximité sont présents dans le centre du village, ainsi qu'une moyenne surface du groupe Carrefour.

### Agriculture
La culture de la vigne et de l’olivier est traditionnelle sur la commune. Au XIXe siècle, s’y ajoutaient celles du safran, de la garance et des mûriers pour l’élevage des vers à soie. De nos jours, le vignoble de la commune produit des vins qui sont classés en côtes-du-rhône et ventoux. La commune est également un des hauts lieux de la production française de plants de vigne ou « greffés-soudés »⁣, et ce, depuis la fin du XIXe siècle.

### Tourisme
Située dans la plaine du Comtat Venaissin, avec sa situation à proximité de Carpentras et du mont Ventoux, mais aussi de la vallée du Rhône, d’Avignon et de son riche patrimoine, la commune voit le tourisme occuper directement ou indirectement une place non négligeable de son économie. Un camping trois étoiles nommé « camping du Brégoux » et disposant de 155 emplacements, 5 locatifs sur 3,5 ha est positionné à environ 700 m du centre. Un village de vacances est situé à l'entrée du village sur la route vers Carpentras.

## Vie locale

### Enseignement
L’on trouve sur la commune une école maternelle et une école primaire La Garenne. Ensuite les élèves sont dirigés vers le collège François-Raspail puis le lycée Jean-Henri-Fabre à Carpentras.

### Écologie et recyclage
Collecte et traitement des déchets des ménages et déchets assimilés et protection et mise en valeur de l'environnement dans le cadre de la communauté d'agglomération Ventoux-Comtat Venaissin.

### Vie Sportive
La commune dispose de plus en plus d'associations sportives et d'une salle polyvalente où sont dispensés des cours d'arts martiaux (judo, karaté, capoeira, wa-jutsu), de danse (hip-hop, classique, moderne) et de gymnastique. Elle dispose en plus d'un club de tennis, d'équitation, de football et de pétanque.
Le club local de football autrefois dénommé ESA (Étoile Sportive Aubignanaise) a connu son heure de gloire dans les années d'après guerre. Champion de Vaucluse amateur en 1945 et 1946, saison à l'issue de laquelle il accède à la Promotion d'Honneur A. Deux fois vainqueur de la coupe de Vaucluse ou coupe Rhône Durance en 1947 et 1948 et finaliste en 1949. Le club gagne également la coupe Roumagoux en 1977 à Oppède le Vieux face à Graveson. Le club se nomme désormais Étoile d'Aubune à la suite de la fusion opérée avec le club voisin de Beaumes-de-Venise. Il évolue actuellement[Quand ?] en Promotion d'Honneur B pour ce qui concerne l'équipe masculine et en Division d'Honneur, soit le plus haut niveau régional pour ce qui concerne la section féminine.
L'école intercommunale des sports organise des stages sportifs pendant les vacances scolaires. Les activités proposées sont destinées aux jeunes de 6 à 15 ans résidant sur le territoire et sont dispensées par une équipe d'intervenant de la Cove. Parmi ces activités, nous retrouvons des sports collectifs, des sports de raquettes, mais aussi des activités en pleine nature.

### Santé
L’hôpital le plus proche est le pôle santé de Carpentras. Deux médecins, un cabinet d'infirmiers, un cabinet de kinésithérapeutes ainsi qu'une pharmacie sont installés sur la commune.

### Transports publics
La commune est desservie par une ligne de bus, géré par la Cove : Gigondas - Carpentras, via Aubignan. La gare TGV la plus proche est celle d'Avignon. Un accès aux grandes lignes nationales est également possible via la gare d'Orange.

### Cultes
La paroisse d'Aubignan, de culte catholique, dépend du diocèse d'Avignon, doyenné de Carpentras. La synagogue et la mosquée les plus proches sont celles de Carpentras.

## Culture locale et patrimoine

### Lieux et monuments
- canal de Carpentras ;
- fontaine et vieux lavoir ;

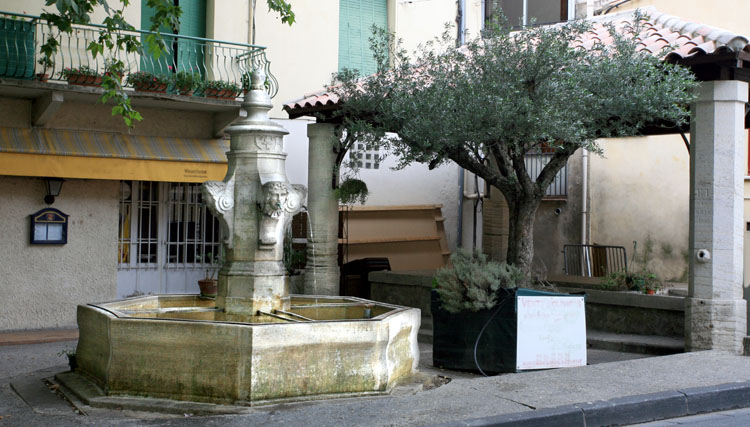
La fontaine et le vieux lavoir.

- la Cabanette, porte dans les remparts situées sur l'avenue principale
- le Portail Neuf, porte dans les remparts située allée Nicolas Mignard
- étang du Moulin-Neuf.

#### Fortifications

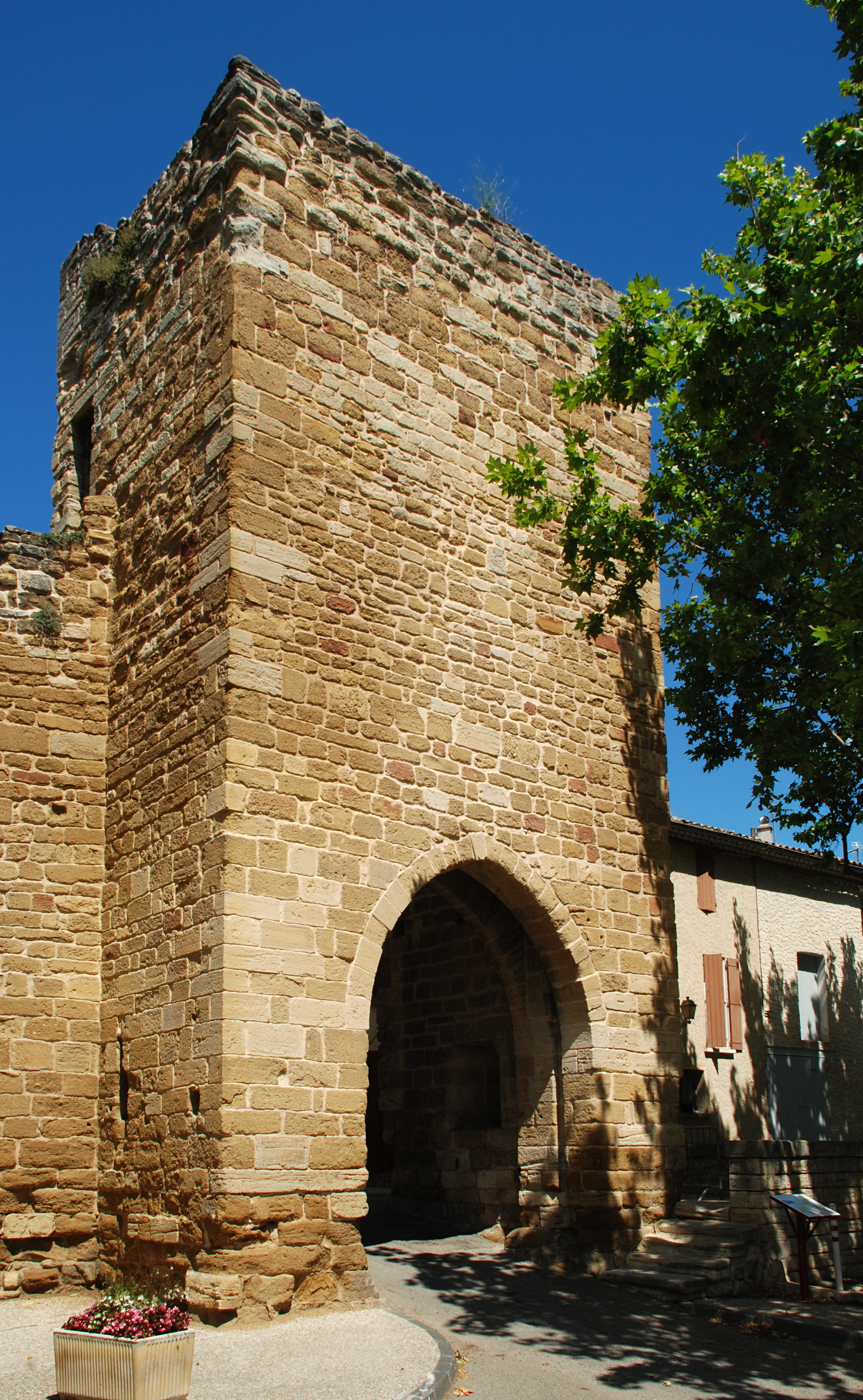
Rue Tour des Remparts.

Comme partout en Comtat Venaissin, Aubignan se dota de fortifications au cours du XIVe siècle sur ordre de Clément VI, pour se protéger des mercenaires. Le Conseil de Ville se réunit et décida de faire un vingtain des fruits (impôt indirect d’un vingtième) pour financer les travaux. La porte de France et une tour restent caractéristiques de cette époque.

#### Édifices religieux

##### Église paroissiale

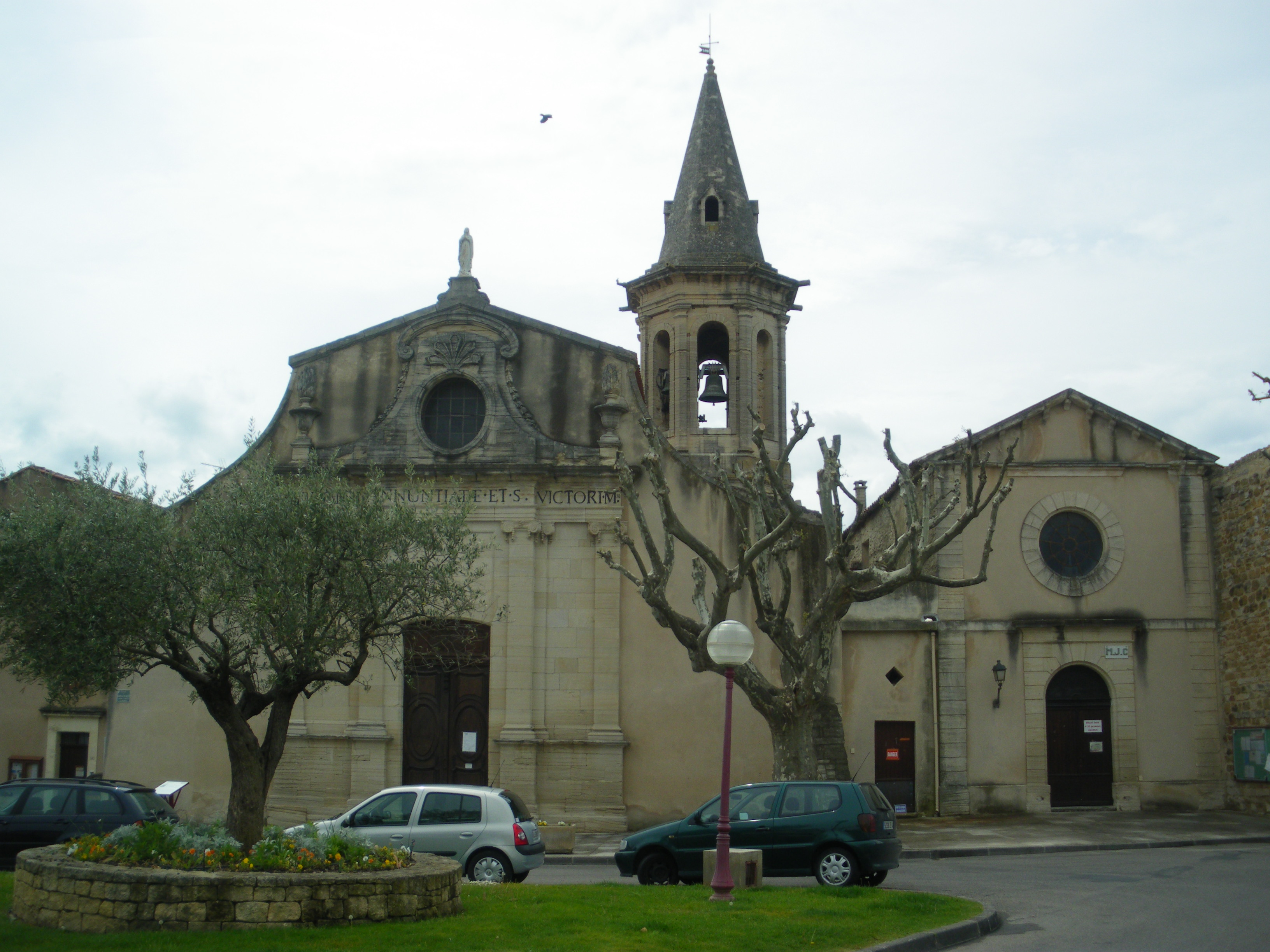
Église paroissiale.

Rebâtie au XVIIIe siècle, elle fut achevée en 1732 et consacrée quatre ans plus tard sous le nom de Notre-Dame-de-l’Annonciation-et-Saint-Victor, martyr. À la Révolution, elle fut légèrement endommagée par le découronnement du clocher qui fut rebâti en 1845. Son chœur désorienté n’est pas tourné vers l’est, car elle est adossée au rempart. Elle est composée d’une nef et de deux bas-côtés. Le chœur se termine par une abside voûtée d’arêtes du début du XVIIe siècle. Elle possède un tableau peint et donné par Claude Mignard en 1640. L’église d’Aubignan est inscrite sur l’inventaire supplémentaire des Monuments historiques depuis 1970.

##### Chapelle Saint-Sixte
Cette chapelle, située à l'est du village, dans un domaine viticole, est classé au titre des monuments historiques depuis 1984.

### Personnalités liées à la commune
- François Arnaud, abbé et écrivain, né à Aubignan, le 27 juillet 1721 et décédé le 2 décembre 1784, fut membre de l’Académie française et de l’Académie des Inscriptions et Belles-Lettres.
- Maxime Richaud, peintre comtadin, né à Aubignan, le 20 septembre 1924 et décédé le 15 janvier 1994, dans la lignée du mouvement post impressionniste nabi, il est aussi surnommé « le maître d'Aubignan »[réf. souhaitée].
- Thomas Mangani, footballeur professionnel au SCO d'Angers en Ligue 1. Il a débuté dans les catégories jeunes au sein du club local de l'Étoile Sportive Aubignanaise (ESA). Il a également évolué sous les couleurs du Stade Brestois, de l'AC Ajaccio, de l'AS Monaco, de l'AS Nancy Lorraine, de l'A.C Chievo Verone et fut champion d'Europe en 2004 avec l'équipe de France des moins de 17 ans.
- Frédéric Richaud, romancier, biographe et scénariste de bandes dessinées, né à Aubignan en 1966.
- Ibrahim Shahda, peintre comtadin, ancien élève de l'École des beaux-arts du Caire. Né à El Aziya (Égypte) le 2 octobre 1929. Il décède le 28 août 1991. Arrivé au village en 1957, il s'y marie en 1961, et s'implante définitivement au domaine de la Mayolle en 1965, endroit où il réalisera une grande partie de son œuvre.
- Louis Guichard, homme politique, né à Aubignan, le 13 juin 1866 et décédé le 7 décembre 1951. Il fut maire d'Aubignan et député de Vaucluse jusqu'en 1942. Il est à l'origine de textes de loi relatifs à l'activité viticole.

### Héraldique
| Blason de Aubignan | Blason  | D'argent au bâton et au faisceau passés en sautoir, à la hache à double tranchant brochante posée en pal, le tout de gueules, accosté des lettres S et V capitales de sable. |
| Blason de Aubignan | Détails | Ce blason date de 1722. Le statut officiel du blason reste à déterminer. |
| Blason de Aubignan | Alias   | D'argent à la hache d'armes de gueules passée en sautoir avec un faisceau du même.                                                                                           |